# 雲峰級快速人員運輸艦
雲峰級快速人員運輸艦，為中華民國海軍於1982年至2012年之間服役的人員運輸艦，僅建造了一艘：雲峰號(AP524)。

## 概述
艦艏與武岡級同樣裝備一門波佛斯40公釐高射砲與四挺白朗寧M2重機槍，並於1990年代加裝一座四聯裝RIM-72C海榭樹防空飛彈與一條佈雷軌（後拆除），但與武岡級的裝備及吊臂數量略有不同，艦艉貨物吊臂僅有1組（武岡級為2組）。